# Гурин, Василий Данилович
Гурин Василий Данилович (6 марта 1928, Морозовка, Киевский округ — 6 мая 2000, Харьков) — советский и украинский театральный актёр. Народный артист Украинской ССР (1982).

## Биография
Родился 6 марта 1928 года в селе Морозовка Барышевского района.
В 1943—1948 годах — шофёр треста «Краснодонуголь». В 1952 году окончил Киевский театральный институт имени Карпенко-Карого, преподаватель К. Хохлов.
- 1952—1953 годы — Криворожский драматический театр;
- 1953—1955 годы — Грозненский русский драматический театр имени М. Ю. Лермонтова;
- 1955—1958 годы — Ворошиловградский драматический театр;
- 1958—1961 годы — Одесский русский театр имени А. Иванова;
- 1961—1969 годы — Луганский русский драматический театр;
- 1969—1971 годы — Днепропетровский русский драматический театр имени М. Горького;
- 1971—2000 годы — Харьковский русский театр драмы имени А. С. Пушкина.

Умер 6 мая 2000 года в Харькове.

## Награды
- Народный артист Украинской ССР (1982).